# Accademia Toscana di Scienze e Lettere „La Colombaria“
Die Accademia Toscana di Scienze e Lettere „La Colombaria“ ist eine wissenschaftliche Akademie in Italien mit Sitz in Florenz.

## Geschichte
Die Entstehung der Akademie geht auf die Treffen einiger toskanischer Gelehrter zurück, die seit 1735 im Hause von Girolamo de’ Pazzi in Florenz, dem im Borgo degli Albizi gelegenen Palazzo Pazzi abgehalten wurden. In der Anfangszeit vor der eigentlichen Institutionalisierung trug dieser Gelehrtenkreis den Namen Società Colombaria, später dann Accademia Colombaria. Gegen Ende des Zweiten Weltkriegs, als die Stadt Florenz unter der Besatzung der deutschen Truppen stand, wurde das Archiv der Akademie komplett zerstört. In der Nachkriegszeit wurde die Akademie im Palazzo delle Oblate in der via S. Egidio wieder eröffnet. Die Präsidenten der Akademie in der jüngeren Geschichte waren Giacomo Devoto (von 1948 bis 1974), Eugenio Garin (von 1975 bis 1979) und Francesco Adorno (von 1980 bis 2009). Derzeit fungiert Danilo Torre als Präsident.

## Struktur
Die  Organisation ist in 4 Klassen eingeteilt:
- Filologia e Critica Letteraria (Philologie und Literaturkritik)
- Scienze Storiche e Filosofiche (Historische und Philosophische Wissenschaften)
- Scienze Giuridiche, Economiche e Sociali (Juristische, Ökonomische und Sozialwissenschaften)
- Scienze Fisiche, Matematiche e Naturali (Physik, Mathematik und Naturwissenschaften)

Die Akademie publiziert unter anderem die periodisch erscheinenden Atti e memorie dell'Accademia Toscana di Scienze e Lettere „La Colombaria“.